# Euclidesis sueralis
Euclidesis sueralis là một loài bướm đêm trong họ Noctuidae.